# Phare de la pointe Saint-Gildas
Le phare de la pointe Saint-Gildas est situé sur la commune de Préfailles. De construction récente, il balise la pointe Saint-Gildas en Pays de Retz à l'entrée sud  de l'embouchure de la Loire.
Bordé par une longue côte sauvage, ce petit phare original offre une vue sur l'île de Noirmoutier et l'estuaire de la Loire.

## Historique
En 1861, un sémaphore est construit à la Pointe Saint-Gildas.
En 1941, un premier feu  est installé sur un pylône en béton sur l'ancien sémaphore de la Pointe Saint-Gildas demandé par les troupes allemandes. L'optique provient du phare du cap Gris-Nez.
En 1949, la Marine met fin aux activités du sémaphore. Mais un balisage nocturne est réclamé par les navigateurs.
En 1954, un feu provisoire est d'abord installé sur un poteau en béton situé sur un des anciens blockhaus de la Seconde Guerre mondiale (feu scintillant à secteurs blancs-rouges et verts). En 1958, le sémaphore étant mis à la disposition du Service des phares et balises, le feu  est déplacé à l'intérieur de celui-ci, dans l'ancienne salle de veille. Un logement de gardiennage est aménagé : le feu sera gardé de 1959 à 1986, date de son automatisation. Une radiobalise y fonctionnera de 1959 à 1999. 
En 1993, la structure en béton surmontant l'ancien sémaphore est démontée et remplacée par un pylône portant le feu actuel.

## Phare actuel
C'est un pylône métallique surmontant l'ancien sémaphore, en maçonnerie de pierre, peinte en blanc. Le pylône et la lanterne sont peints en vert.
Il est automatisé et télécontrôlé à partir de Saint-Nazaire. 

## L'ancien sémaphore
Le sémaphore inutilisé  par le Service des phares et balises, a été confié par la Marine  à la commune de Préfailles.  
Depuis 2004, c'est un espace muséographique. 
Il raconte l'épisode mouvementé de cette zone de la poche de Saint-Nazaire, où l'occupant allemand résista jusqu'au 11 mai 1945. 
Il relate aussi les nombreuses catastrophes maritimes qui eurent lieu au large de la Côte de Jade, comme le célèbre naufrage du vapeur Saint-Philibert, qui, de retour d'une excursion à Noirmoutier, en 1931, sombra avec ses 500 passagers.